# کاشمیرا شاه
کاشمیرا شاه (به انگلیسی: Kashmira Shah) بازیگر، مدل هندی است. از فیلم‌هایی که وی در آن نقش داشته‌است می‌توان به یه وقت عاشق نشی اشاره کرد.

## فیلم‌شناسی
- عروس را با خود خواهم برد
- یه وقت عاشق نشی
- چشم‌ها
- کلک
- سوگند هندوستان
- بله قربان
- واقعیت
- عشق اتفاق می‌افتد
- جنگ افسانه‌ها
- سرگرمی
- قهرمان
- جانشین
- به دل نگیر دوست من!!
- شهر طلا